# مبرد المياه

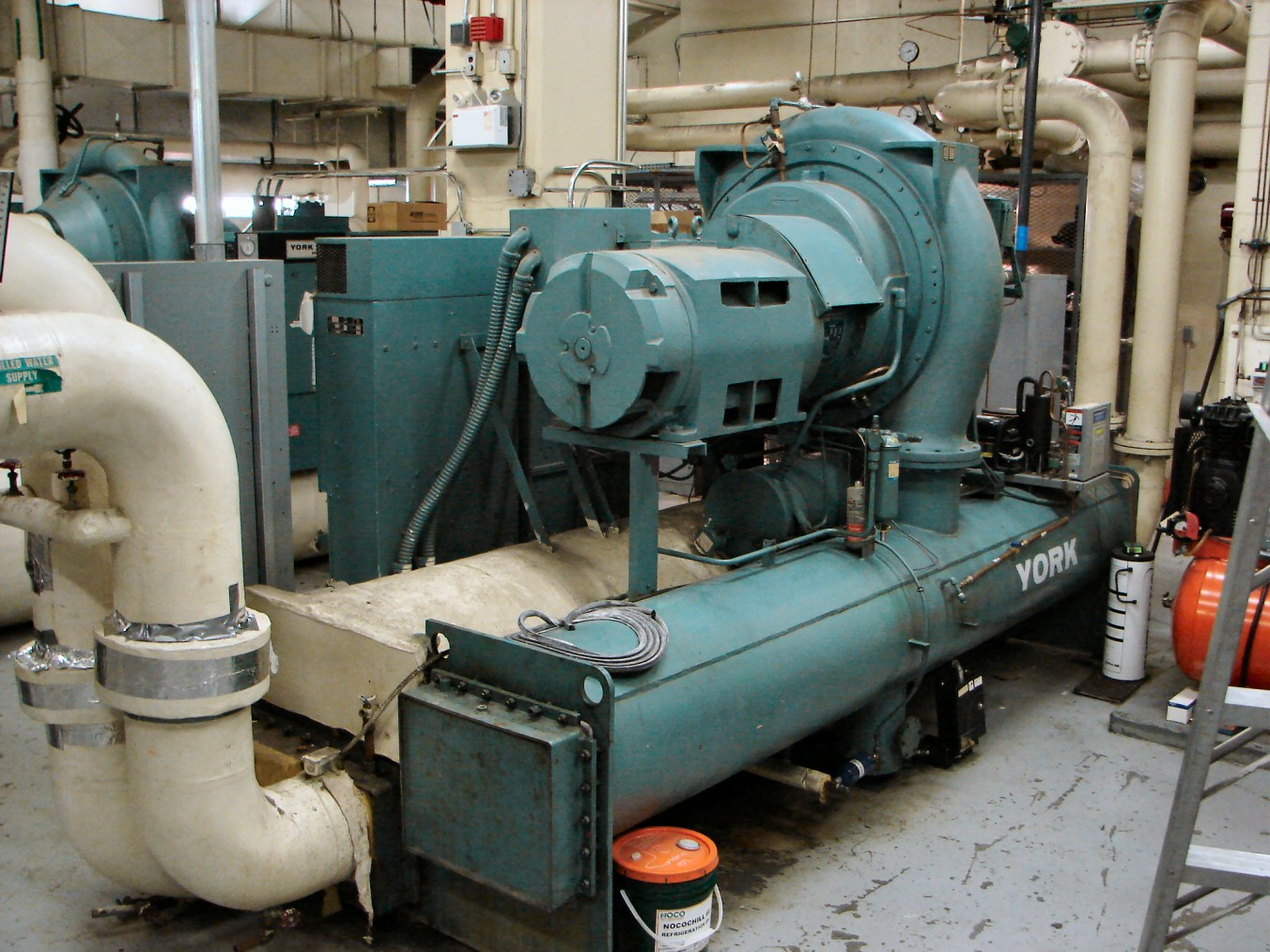
مبرد مياة من شركة يورك يعمل بمبدأ التبريد بالماء

المبرد أو مبرد المياه (بالإنجليزية: Water Chiller)‏  هو عبارة عن آلة ميكانكية وظيفتها الأساسية هي تبريد سوائل التبريد (عادة ما يكون الماء) وتخفيض حرارتها إلى ما بين 7-12 درجة مئوية، هذا الماء البارد يتم دفعه في أنابيب التبريد باستخدام مضخات ليصل إلى الأماكن المراد تبريدها (كغرفة في مستشفى مثلا).
يقوم مبرد المياه بإزالة الحرارة التي إمتصها السائل (عادة يكون الماء) باستخدام دورة تسمى دورة التبريد، ويوجد نوعين من دورات التبريد: التبريد بطريقة ضغط البخار (بالإنجليزية Vapor Compression) أو التبريد بعملية الإمتصاص (إمتصاص الحرارة من السائل) . يدخل هذا السائل بعد عملية التبريد إما إلى مبادل حراري (Heat exchanger) ويكون هذا المبادل الحراري موجود في المكان الذي يراد تبريده (غرفة، مصنع…الخ) أو إلى وحدة مناولة الهواء (Air handling Unit) والتي عادة ما يتم تركيبها على سطح المبنى، يقوم هذا السائل البارد بتبريد الهواء المحيط بالمبادل (نقل حرارة), وبإستخدام مروحة (Blower) يتم دفع الهواد البارد إلى المكان المراد تبريده. يمكن أيضا استخدام الهواء البارد لتبريد الأجهزة والمعدات، أو في تطبيقات أخرى (مثل تبريد المياه المستخدمة في الصناعة). تنتج عملية تبريد السوائل طاقة حرارية ضائعة يتم عادة إطلاقها في الغلاف الجوي، أو يمكن إستغلال هذه الطاقة لتحقيق كفاءة أكبر لعمل المبرد، عن طريق إستخدامها لأغراض التدفئة أو التسخين.
يتم استخدام المياه المبردة لتبريد الهواء وإزالة الرطوبة منه لاستخدامه في المنشآت التجارية والصناعية المتوسطة والكبيرة الحجم. تصنع مبردات المياه بحيث تكون إما مبردة بالماء (water-cooled) أو مبردة بالهواء (Air-cooled). مبردات المياه التي تعتمد على التبريد بالماء تتفوق على الإنظمة الأخرى من ناحية الكفاءة وقلة الضررعلى البيئة مقارنة بالأنظمة التي تعتمد على التبريد بالهواء.

## استخدام المبرد في أنظمة تكييف الهواء

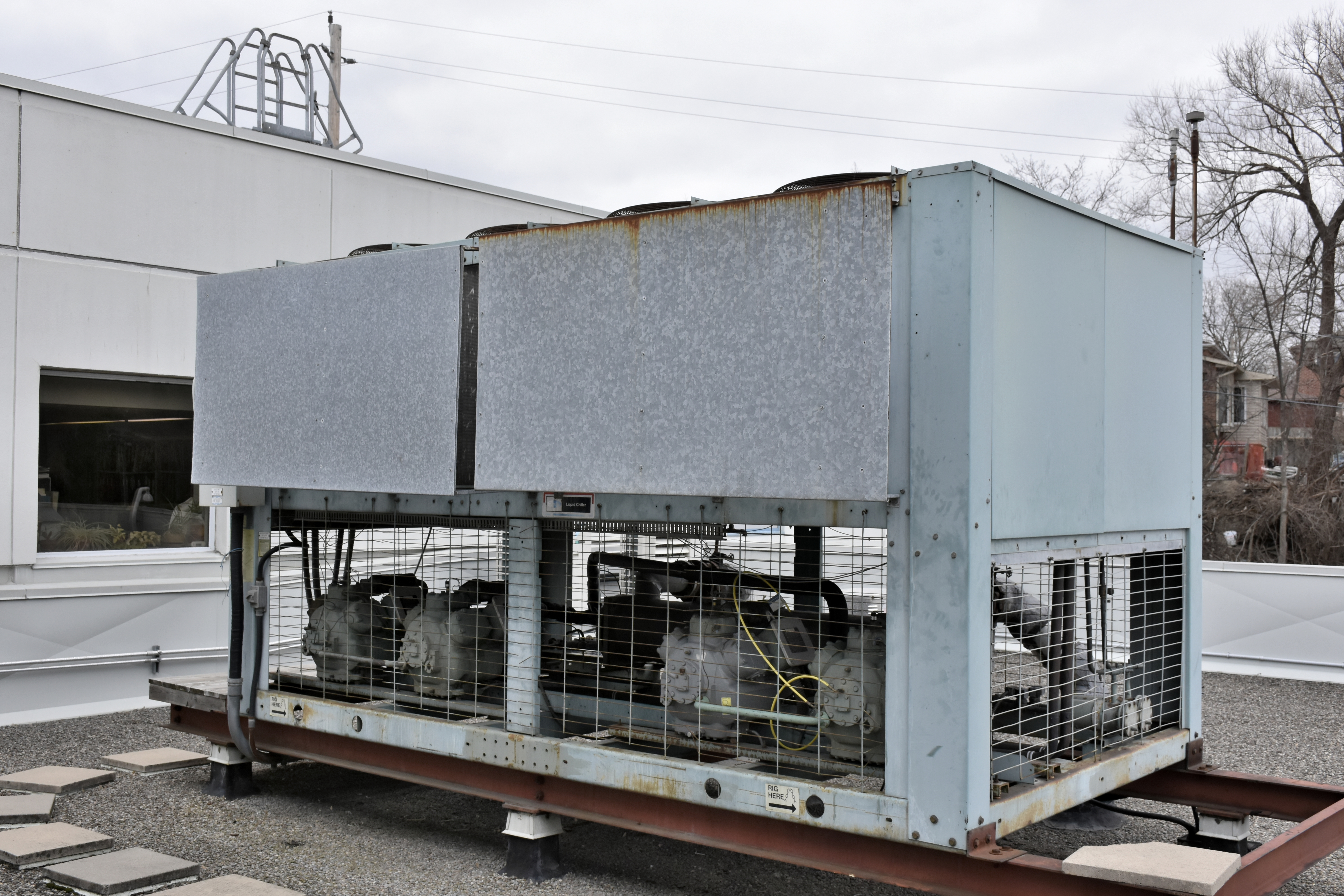
مبرد سائل (يعمل بالجليكول) مع مكثف مبرد بالهواء على سطح مبنى تجاري متوسط الحجم.

في أنظمة تكييف الهواء، يتم توزيع المياه المبردة عادةً على المبادلات الحرارية أو الملفات (Coils) الموجودة في وحدات مناولة الهواء (Air Handling Units), أو أي أنواع أخرى من المعدات التي تعمل على تبريد الهواء في المساحة المطلوبة. يعاد الماء بعد ذلك إلى المبرد ليتم إعادة تبريده. تقوم ملفات التبريد بنقل الحرارة المحسوسة والحرارة الكامنة من الهواء إلى الماء البارد، وبالتالي يتم التبريد وإزالة الرطوبة عن مجرى الهواء. مبرد المياه المستخدم لتطبيقات تكييف الهواء يصنع بقدرة تبريد تتراوح بين 15 و 2000 طن، يستطيع مصنع واحد على الأقل تصنيع مبرد مياه تصل قدرة تبريده إلى 5200 طن. يمكن أن تتراوح درجات حرارة الماء المبرد بين (35-45 فهرينهايت أو 2-7 سيليوس) بحسب المتطلبات.
عندما تكون مبردات أنظمة تكييف الهواء غير قابلة للتشغيل أو في حاجة إلى الإصلاح أو الاستبدال، فقد يتم استخدام مبردات الطوارئ (Standby) لتزويد المياه المبردة. يمكن أيضا إستئجار مبرد المياه بحيث يتم تثبيته على مقطورة أو عربة يمكن تركيبه بسرعة في الموقع المطلوب. يتم استخدام أنابيب المياه المبردة الكبيرة للتوصيل بين وحدات التبريد المبردة وأنظمة تكييف الهواء.

## أنواع مبردات المياه
يوجد عدة طرق لتقسيم المبردات المستعملة في القطاعات الإقتصادية المختلفة إستنادا الى دورة التبريد المستخدمة او وسيط التبريد للمكثف، كما يمكن تقسيمها بناءا على الضاغط المستعمل

### دورات التبريد
يوجد نوعان رئيسيان من دورات التبريد التي تُستخدم بشكل شائع في المبردات. النوع الأول هو المبردات العاملة بضغط البخار، والتي تعتمد على دورة تبريد تقوم بتغيير حالة وسيط التبريد بشكل مستمر بين السائل والبخار. تُعد هذه التقنية فعالة جدًا في نقل الحرارة، مما يجعلها الخيار الأكثر شيوعًا في التطبيقات التجارية والصناعية بفضل كفاءتها التشغيلية العالية واعتمادها على الكهرباء كمصدر للطاقة. أما النوع الثاني فهو المبردات العاملة بالدورة الامتصاصية، التي تعتمد على امتصاص الحرارة عبر تفاعلات كيميائية. يُعتبر هذا النوع مثاليًا للتطبيقات التي يتوفر فيها مصدر حرارة مثل الغاز الطبيعي أو الطاقة الشمسية، حيث يتميز بكفاءة عالية في تقليل استهلاك الكهرباء، مما يجعله حلاً مستدامًا للتبريد.

### وسيط التبريد
يمكن تصنيف المبردات بناءً على وسيط التبريد إلى نوعين رئيسيين. النوع الأول هو المبردات المائية التبريد، التي تعتمد على الماء كوسيط لتبريد المكثف، وتُستخدم بشكل واسع في المباني الكبيرة والصناعات المختلفة. تتميز هذه المبردات بكفاءتها العالية في استخدام الطاقة وتحسين الأداء، إلا أنها تتطلب تجهيزات إضافية مثل أبراج التبريد ونظام لمعالجة المياه المستخدمة. أما النوع الثاني فهو المبردات الهوائية التبريد، التي تستخدم الهواء كوسيط تبريد، وتُعد مناسبة للمناطق التي تعاني من ندرة المياه وللمباني الصغيرة نسبيًا. تمتاز هذه المبردات بانخفاض تكلفتها وبساطة تصميمها، ولكنها تتطلب مواقع ذات تهوية جيدة لعملها بكفاءة، كما أنها تستهلك طاقة كهربائية أعلى مقارنة بالنوع الأول.

## استخدام المبرد في الصناعة
في التطبيقات الصناعية، يتم ضخ المياه المبردة أو أي سائل آخر من المبرد إلى المعدات المراد تبريدها. تستخدم المبردات الصناعية للتحكم بتبريد المنتجات والآليات وآلات المصانع في الصناعات المختلفة.
غالبًا ما يتم استخدام المبرد في: الصناعات البلاستيكية، تبريد معدات تقطيع المعادن، وفي تبريد معدات اللحام وآلات الصب (صب المعادن)، وفي المعالجة الكيميائية والمستحضرات الصيدلانية ومعالجة الأغذية والمشروبات والورق والأسمنت، ويستخدم المبرد أيضا في أنظمة تفريغ الهواء وفي تبريد أجهزة التصوير المقطعي (X-ray) وفي محطات إمدادات الطاقة ومحطات توليد الطاقة، والمعدات التحليلية (معدات تحليل البيانات) وأشباه الموصلات، ويستخدم المبرد أيضا في تبريد الهواء المضغوط وتبريد الغاز. كما يستخدم لتبريد المعدات التي تنتج الحرارة العالية مثل آلات التصوير بالرنين المغناطيسي وأشعة الليزر في المستشفيات والفنادق والجامعات وغيرها.
يمكن تركيب المبردات المستخدمة في التطبيقات الصناعية إما في منطقة وسطية في المبنى، بحيث يخدم مبرد واحد احتياجات المبنى كاملا وتسمى هذه الطريقة (بالتبريد المركزي)، أو تركيب عدة مبردات في أماكن مختلفة بحيث يكون لكل جهازأو معدة مبرد خاص به (تسمى هذه الطريقة التبريد اللامركزي). وكل طريقة لها مزاياها. من الممكن أيضًا استخدام المبردات المركزية واللامركزية بنفس الوقت، خاصة إذا كانت متطلبات التبريد هي نفسها ومستخدمة لنفس المكان.
المبردات اللامركزية عادة ما تكون صغيرة الحجم ومنخفضة في قدرة التبريد، تتراوح قدرة تبريدها ما بين (0.2 - 10) طن بينما المبردات المركزية عمومًا تكون قدرة التبريد فيها عشرة أطنان إلى مئات أو آلاف الأطنان.
يتم استخدام المياه المبردة لتبريد الهواء وإزالة الرطوبة منه في المنشآت التجارية والصناعية متوسطة الحجم إلى كبيرة الحجم. المبردات التي تكون مبردة بالماء (water-cooled) تستخدم أبراج التبريد التي تعمل على تحسين الفعالية الديناميكية الحرارية للمبرد وتجعله أكثر كفاءة مقارنة بالمبردات التي يتم تبريدها بالهواء. وسبب ذلك هو أن أبراج التبريد تقوم بإطلاق الحرارة من السائل عند درجة حرارة الهواء الرطب أو قريبة منها بدلاً من إطلاق الحرارة عند درجة حرارة الهواء الجاف. توفر المبردات المبردة بالبخار كفاءة أعلى من المبردات التي يتم تبريدها بالهواء ولكنها أقل من المبردات المبردة بالماء.
تم تصميم المبردات المبردة بالمياه عادة للتركيب والتشغيل في الأماكن المغلقة، ويتم تبريدها بواسطة دورة منفصلة متصلة بأبراج التبريد الخارجية لطرد الحرارة إلى الغلاف الجوي. المبردات المبردة بالهواء مصممة للتركيب والتشغيل في الهواء الطلق. يتم تبريد الآلات عن طريق الهواء المحيط الذي يتم إستخدامه مباشرةً لطرد الحرارة إلى الجو، لا يلزم عادةً استخدام برج تبريد مع أجهزة التبريد (المبردة بالهواء).
حيثما كان ذلك متاحًا، يمكن استخدام الماء البارد المتوفر بسهولة في المسطحات المائية القريبة مباشرةً لتبريد أو استبدال أو تعويض نقص مياه أبراج التبريد. مثال على ذلك نظام تبريد مصدر المياه العميقة في تورنتو ، أونتاريو، كندا. فهي تستخدم مياه البحيرة الباردة لتبريد المبردات، والتي بدورها تستخدم لتبريد مباني المدينة عبر نظام (تبريد المنطقة) . يتم استخدام المياه الراجعة في دورة التبريد لتدفئة إمدادات مياه الشرب في المدينة، وهو أمر مرغوب فيه في المناخ البارد. وكلما تم إستغلال الحرارة الضائعة في المبرد، يكون من الممكن الحصول على فعالية حرارية عالية.